# Обрнути тоталитаризам
Обрнути тоталитаризам је термин који је сковао политички филозоф Шелдон Волин 2003. године како би описао облик владавине који је настајао у Сједињеним Америчким Државама. Волин је веровао да САД постепено постају нелиберална демократија и користи израз „обрнути тоталитаризам“ да прикаже сличности и разлике између америчког система владавине и тоталитарних режима попут нацистичке Немачке или стаљинистичког Совјетског Савеза. У књизи „Дани уништења, дани побуне“ који су написали Крис Хеџис и Џои Сако, обрнути тоталитаризам описан је као систем где су корпорације корумпирале и подриле демократију и где је економија потиснула политику. У обрнутом тоталитаризму сви природни ресурси и сва жива бића су претворени у робу и искоришћени до урушења док се становништво заварава да предају своје слободе и своје учешће у владавини преко прекомерног конзумеризма и сензационализма.

## Обрнути тоталитаризам и контролисана демократија
Волин тврди да су Сједињене Америчке Државе све више и више усвајале тоталитарне тенденције као продукт промена извршених током војне мобилизације 1940-их година у сврху борбе против сила Осовине и потоњег ривалства са Совјетским Савезом током Хладног рата:
 Говори о САД користећи властиту именицу „Суперсила“, да нагласи тренутну позицију Сједињених Америчких Држава као једине глобалне суперсиле.

Док су различитит облици тоталитаризма попут нацизма или фашизма учвршћивали моћ потискивајући либералне политичке праксе које су потиснуле само плитке културне корене, Суперсила представља нагон према целини што потиче од чињенице да су либерализам и демократија настале пре више од два века. То је попут наопачке окренутог нацизма, „обрнути тоталитаризам“. Иако је ово систем који тежи целокупности, покреће га идеологија исплативог, а не аријевске расе (Herrenvolk), материјалног а не „савршеног“.
Волин тврди да постоје три главна начина у ком је обрнути тоталитаризам обрнута форма класичног тоталитаризма.
- Док је у нацистичкој Немачкој држава управљала економским актерима, у обрнутом тоталитаризму корпорације, преко политичких доприноса и лобинга, управљају Сједињеним Америчким Државама где влада има улогу слуге великим корпорацијама. Ово се сматра „нормалним“, а не корумпираним.
- Док је нацистички режим стремио константној политичкој мобилизацији народа, нирнбершким митинзима, Хитлерјугендом и другим, обрнути тоталитаризам циља да велики део популације буде у истрајном стању политике незаинтересованости. Једина очекивана или жељена политичка активност од грађана је гласање. Слаба излазност на изборима је повољно прихваћена као назнака да је већина народа дигла руке од тога да ће им влада икад помоћи.
- Док су се нацисти отворено ругали демократији, САД остају убеђени да су модел демократије целом свету. Волин је написао следеће:

 Обрнути тоталитаризам обрће ствари. Све време је све то политика, али је то политика углавном нетакнута политичким. Партијске препирке су повремено јавно видљиве и ту такође постоје жестока и стална политика између политичких фракција, интересних група, конкурентских корпорација и ривалских медијских концерна. Наравно ту је и кулминирајући моменат избора на државном нивоу где је пажња нације потребна да се бира између личности уместо између различитих алтернатива. Оно што је одсутно је оно политичко, посвећеност проналажењу општег добра у збрци добростојећих, високоорганизованих, једноумних интереса који фанатично траже државну подршку и који преплављују праксу репрезентазивне власти и јавне администрације огромном количином новца.

### Контролисана демократија
Волин верује да је демократија Сједињених Америчких Држава очишћена од политиког учествовања и описује као контролисану демократију: „политики облик у којем су владе легитимисане изборима да су научиле како да контролишу“. У контролисаној демократији бирачком телу није дозвољено да има значајан утицај на политику коју ће држава да води континуираном употребом техника за односе са јавношћу.
Волин верује да САД наликује на нацистичку Немачку на једном главном основу без обрнућа: суштинској улози коју пропаганда игра у систему. Волин тврди да, док је стварање пропаганде грубо централизована у Трећем рајху, у Сједињеним Америчким Државама је препуштена веома концетрисаним медијским корпорацијама, одржавајући привид „слободне штампе“. Према овом моделу, неслагање је дозвољено, али корпорациони медији служе као филтер, дозвољавајући већини људи, којима је време које могу да потроше на информисање о тренутним збивањима ограничено, да чују само виђења ствари које корпорациони медији сматрају „озбиљним“.
Према Воленим речима, САД имају два главна покретача тоталитаризације:
- Први, усмерен ка споља, се изражава у гловалном рату против тероризма и у Бушовој доктрини према којој Сједињене Америчке Државе имају право да започну превентивне ратове. Ово резултује томе да САД види сваки покушај неке друге државе да се одупре њиховој доминацији као незаконите.
- Други, усмерен ка унутра, укључује подвргнуће масе економској „рационализацији“ непрестаним умањивањем и екстернализацијом пословних процеса и расклапањем оног што остане од „старатељске државе“ Њу дила америчког председника Френклина Рузвелта и Великог друштва председника Линдона Џонсона. Стога, неолиберализам је саставни део обрнутог тоталитаризма. Стање несигурности у коју ово ставља јавност има корисну функцију да чини да се људи осећају беспомоћно, чинећи мање могућним да ће ти људи постати политички активни и још тако доприносећи одржавању првог покретача.